# Hardegg (Adelsgeschlecht)

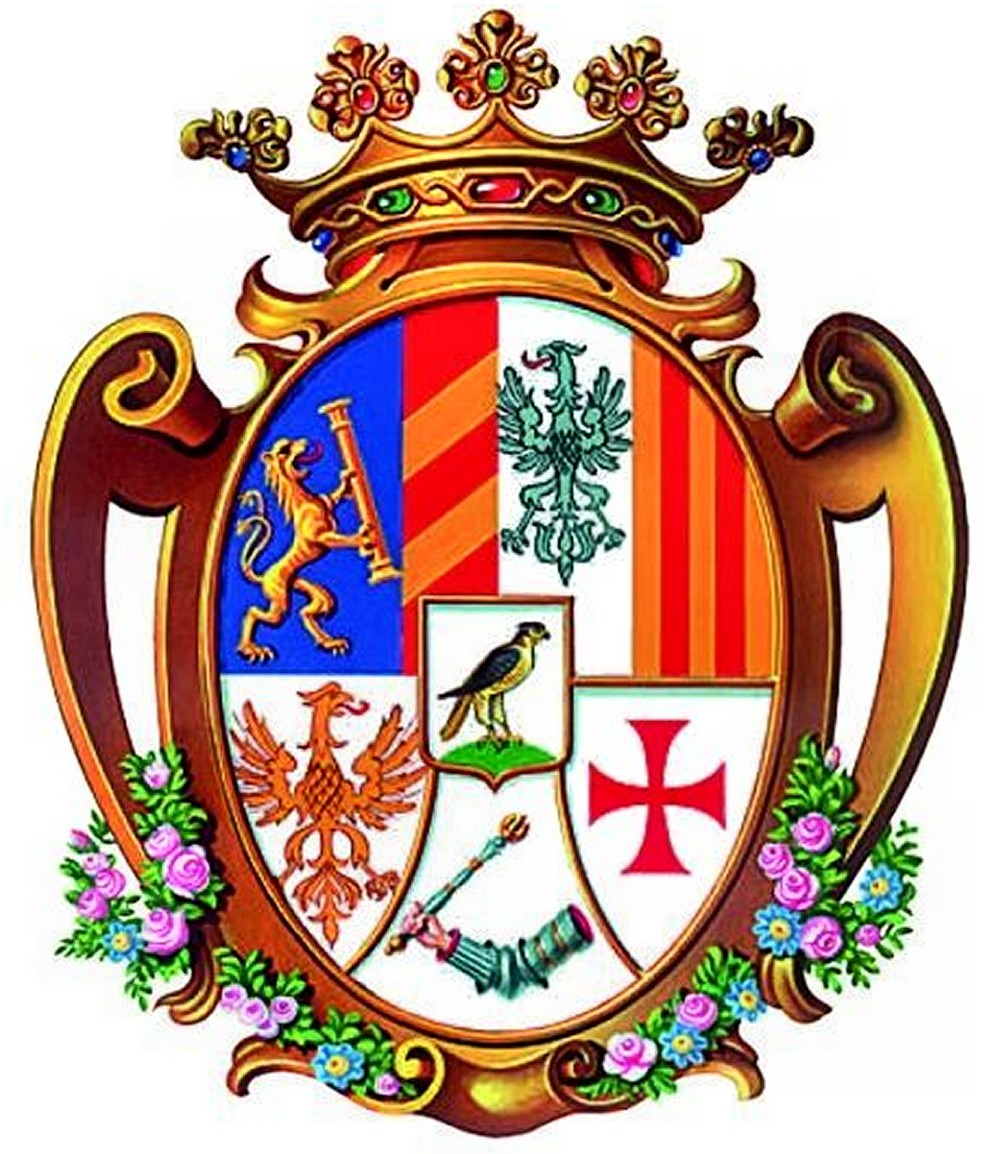
Wappen der Grafen zu Hardegg

Der Name der Grafen zu Hardegg stammt von der niederösterreichischen Stadt und Burg Hardegg (Hardeck), die früher mit Retz gegen Ende des 15. Jahrhunderts die reichsunmittelbare Grafschaft Hardegg bildete. Der Titel Graf von Hardegg wurde nacheinander von verschiedenen Besitzerfamilien geführt, zuletzt seit 1499 von den Freiherren von Prüschenk, die den Namen Hardegg bis heute tragen. Von 1501 bis 1534 besaßen die Hardegg (Prüschenk) als Reichsgrafen auch die Grafschaft Glatz.

## Stamm der Grafen von Plain (1145–1260)

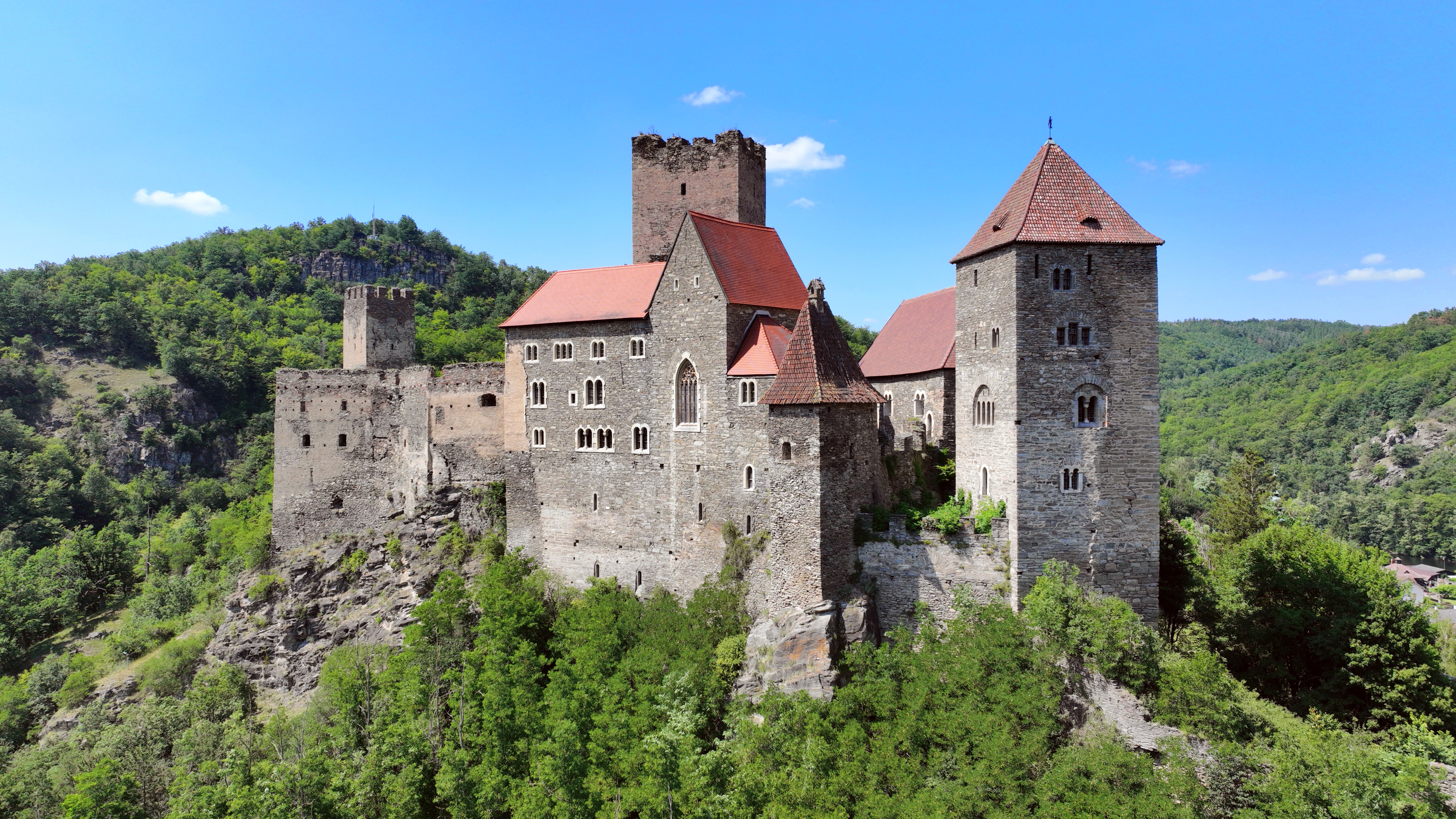
Burg Hardegg, der Stammsitz der Grafen zu Hardegg

Erstmals wurde 1145 in einer Urkunde Otto de Hardeck angeführt, auf der gleichnamigen, aus dem 10. Jahrhundert stammenden Burg Hardegg, die an der heutigen niederösterreichischen Nordgrenze liegt. Wahrscheinlich war Otto de Hardeck ein Gefolgsmann der Grafen von Plain. Liupolt von Plain, der im Auftrag von Kaiser Friedrich Barbarossa Salzburg eingenommen hatte, stammte aus dem Adelsgeschlecht der Grafen von Plain. 1187/88 wurde er Graf von Hardegg, seine Nachfolger nannten sich daher „Grafen von Plain und Hardegg“. 1190 wird Liutpold auch als Vogt von Berchtesgaden erwähnt. Nach seinem Tod 1193 übernahm sein jüngerer Bruder Heinrich I. († 30. Oktober 1193/97) die Amtsgeschäfte und wurde auch Vogt von Herrenchiemsee, ihm folgte sein Sohn Konrad I. (* 1180; † 4. April 1250).
Dessen Nachfolger Otto II. (* um 1225; † 26. Juni 1260) wird als Graf von Plain (1250–1260) sowie ab 1251 auch als Graf von Hardegg genannt. Sein jüngerer Bruder Konrad III. (* 1230; † 26. Juni 1260) war auch Vogt von Höglwörth.
1254 belehnte König Ottokar II. von Böhmen Otto und Konrad mit der bis 1383 reichsunmittelbaren Grafschaft Hardegg. Beide fielen jedoch 1260 im Krieg König Ottokars gegen König Béla IV. von Ungarn in der Schlacht bei Staatz. Mit Otto und Konrad erlosch 1260 das Geschlecht der Grafen von Plain im Mannesstamm.

## Graf Heinrich von Dewin (1262–1270) und Graf Berthold von Rabenswald (1277–1312)
Wilbirg bzw. Wilbergis († 27. August 1314), geborene Gräfin von Helfenstein, die Witwe des 1260 gefallenen Grafen Otto II. von Plain und Hardegg hatte sich 1261 in zweiter Ehe mit dem Thüringer Grafen Heinrich von Dewin († 1270) vermählt, der sich 1262 „Heinricus comes de Hardecke“ benannte. Ihre Ehe blieb kinderlos.
Gräfin Wilbirg ehelichte nach dem Tode ihres Gemahls Heinrich von Dewin, vor dem 4. März 1277, in dritter Ehe Berthold I. († 7. August 1312), Graf von Rabenswalde (aus dem Geschlecht der Thüringer Grafen von Kevernburg), der 1276 mit Rudolf von Habsburg ins Land gekommen war, und der sich schon 1277 „comes de Hardegge“ nannte. Berthold bzw. Berchtold soll 1278 vom römisch-deutschen König Rudolf I. mit der reichsunmittelbaren Grafschaft Hardegg und Gütern in Österreich und Böhmen belehnt worden sein.

## Stamm der Burggrafen von Magdeburg (1314–1481)
Da auch die Ehe Bertholds mit Wilbirg vermutlich kinderlos blieb, folgte ihm 1314 in der Herrschaft sein gleichnamiger (Groß-)Neffe Berthold († 5. Juni 1328), Burggraf von Maidburg/Magdeburg, ein Sohn (vermutlich eher Enkel) seiner verwitweten Schwester Gisela, geborener Gräfin von Rabenswalde und des Burghard II., Burggraf von Maydburg († 1273), aus dem Geschlechte der Edlen von Querfurt.
Katharina von Habsburg, Tochter von Leopold I. heiratete 1348 in zweiter Ehe Konrad II. von Hardegg (Magdeburg-Querfurt).
Bertholds Nachkommen waren nicht nur reich, sondern auch tapfer und erlangten beim kaiserlichen Hof hohes Ansehen. Der kinderlos gebliebene letzte Vertreter dieser dritten Hardeggschen Linie, Burggraf Michael († 1483), übergab zu Weihnachten 1481 seinen ganzen Besitz an Kaiser Friedrich III, gegen eine jährliche Leibrente von 1000 Goldgulden und gegen die Übernahme des Forstmeisteramtes.

## Stamm der Freiherren von Prüschenk (seit 1493)

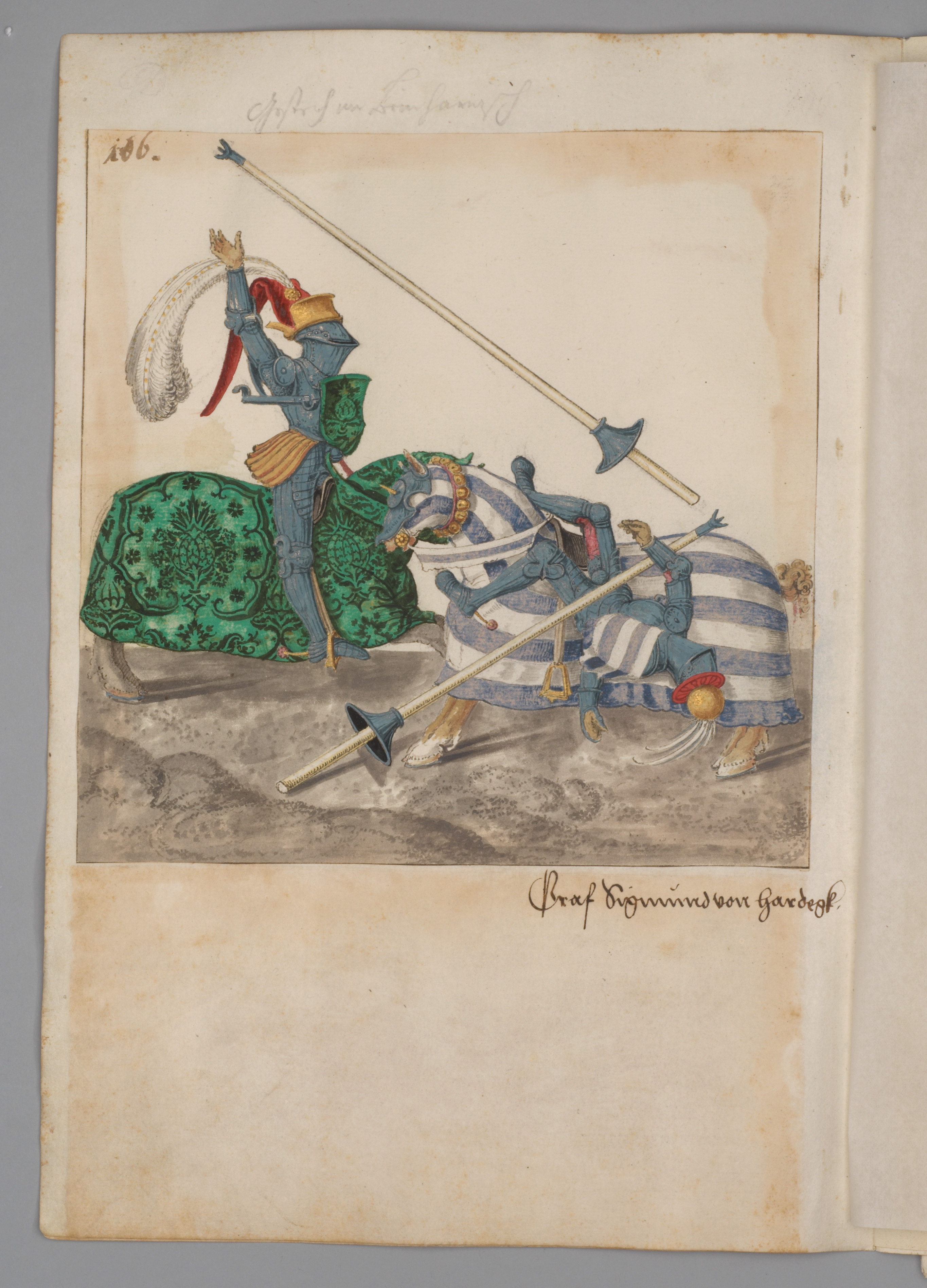
Stechen gegen Graf Sigmund von Hardegk, Turnierbuch Maximilians I., Süddeutsch 1515–19

Epitaph des Ulrich von Reicheneck, um 1410. Seine Tochter Margarethe war mit Stephan von Prüschenk verheiratet. Ihre Söhne Sigmund und Heinrich Prüschenk erhielten am 9. März 1484 zu Graz die Wappenvermehrung v. Reicheneck

Die Prüschenk waren ein altes Ministerialengeschlecht und tauchen seit dem 11. und 12. Jahrhundert sowohl in der Steiermark als auch in Oberösterreich auf.
Die zwei Brüder Sigmund (Kaiserlicher Rat und Hofmarschall) und Heinrich (Kaiserlich Oberster Feldhauptmann) Prüschenk, Freiherrn von Stettenberg, waren treue Gefolgsleute von Kaiser Friedrich III. und später von Maximilian I., wobei sie immer auch ihre eigenen Interessen zu wahren wussten. Sie halfen beiden Kaisern wiederholt in politischer und finanzieller Hinsicht aus, wobei sie nichts gaben, ohne sich durch einträgliche Pfandschaften abzusichern, und sie erwarben für ihre Zeit große Reichtümer. Nachdem die Brüder zunächst die Grafschaft und Burg Hardegg 1493 gekauft hatten, wurden sie 1499 in den Reichsgrafenstand als Grafen zu Hardegg und im Machlande erhoben.
Gleichzeitig verfolgte die Familie eine gezielte Heiratspolitik. So heiratete Heinrich Prüschenk, späterer Graf zu Hardegg, Elisabeth, eine Tochter des südböhmischen Adeligen und Landeshauptmanns von Schlesien Johann II. von Rosenberg. Aus dieser Ehe entsprangen zahlreiche Kinder, und Heinrich und Elisabeth wurden zu den Ahnen der heute noch lebenden Mitglieder der Familie.
1515 vermählte sich Heinrichs jüngerer Sohn Ulrich von Hardegg mit Sidonie/Zdeňka, einer Tochter des Münsterberger Herzogs Heinrich d. Ä. und Enkelin des böhmischen Königs Georg von Podiebrad. Deren Brüder hatten ihm schon 1501 die damals unmittelbar zu Böhmen gehörende Grafschaft Glatz verkauft. 1503 wurde die ganze Familie zu Grafen von Glatz erhoben, wobei der Familie 1507 das silberne Münzrecht für die Glatzer Münze verliehen wurde. Trotzdem ließ er 1512 eine Goldmünze prägen, die auf dem Avers eine Madonna und auf dem Revers das Grafschafter Wappen zeigt. Es wird vermutet, dass diese Münze die Marienstatue aus dem Hochaltar der Glatzer Pfarrkirche Mariä Himmelfahrt darstellt, die als Mirakelmadonna des Ernst von Pardubitz bekannt wurde. Graf Ulrich wurde von späteren Forschern als „eifriger Nachpräger der Münzen seiner Nachbarn“ bezeichnet. Unter dem Wappen der Grafen von Hardegg war auf dem Hardeggschen Pfennig ein kleines „H“ für Hardegg angebracht.
Graf Sigmund I. hatte ein fast freundschaftliches Verhältnis zu Kaiser Maximilian I. Dies geht aus zahlreichen, noch erhaltenen Briefen hervor. Zum Ärger der großen Familien der damaligen Zeit wurden die Brüder Sigmund und Heinrich mit Ehren überhäuft, zum Beispiel wurden sie 1482 zu Erbtruchsessen in der Steiermark und 1486 zu Erbmundschenken in Österreich unter der Enns ernannt. Zahlreiche Städte, Burgen und Schlösser waren damals im Besitz der Familie, um nur die wichtigsten zu nennen: Grein an der Donau, Hardegg, Weitra, Marchegg, Weitenegg, Schloss Grafenegg, Burg Kreuzenstein, Persenbeug, Burg Forchtenstein und Eisenstadt.
Johann und Julius I. zu Hardegg schützten 1529 mit ihrem eigenen Kriegsvolk das Donauufer vor türkischen Einfällen. Dazu ist im Heimatbuch Korneuburg Bd. I, Aufsatz Schmida, zu lesen: „1529 setzten die Türken an mehreren Stellen über die Donau, wurden aber durch die Grafen Johann und Julius zu Hardegg, die mit den Herren von Kuenring auf Seefeld den Donauuferschutz übernommen hatten, vernichtet.“ Heinrichs Sohn Julius I. war von 1539 bis 1543 Landeshauptmann von Oberösterreich.

## Die Bautätigkeit der Grafen zu Hardegg

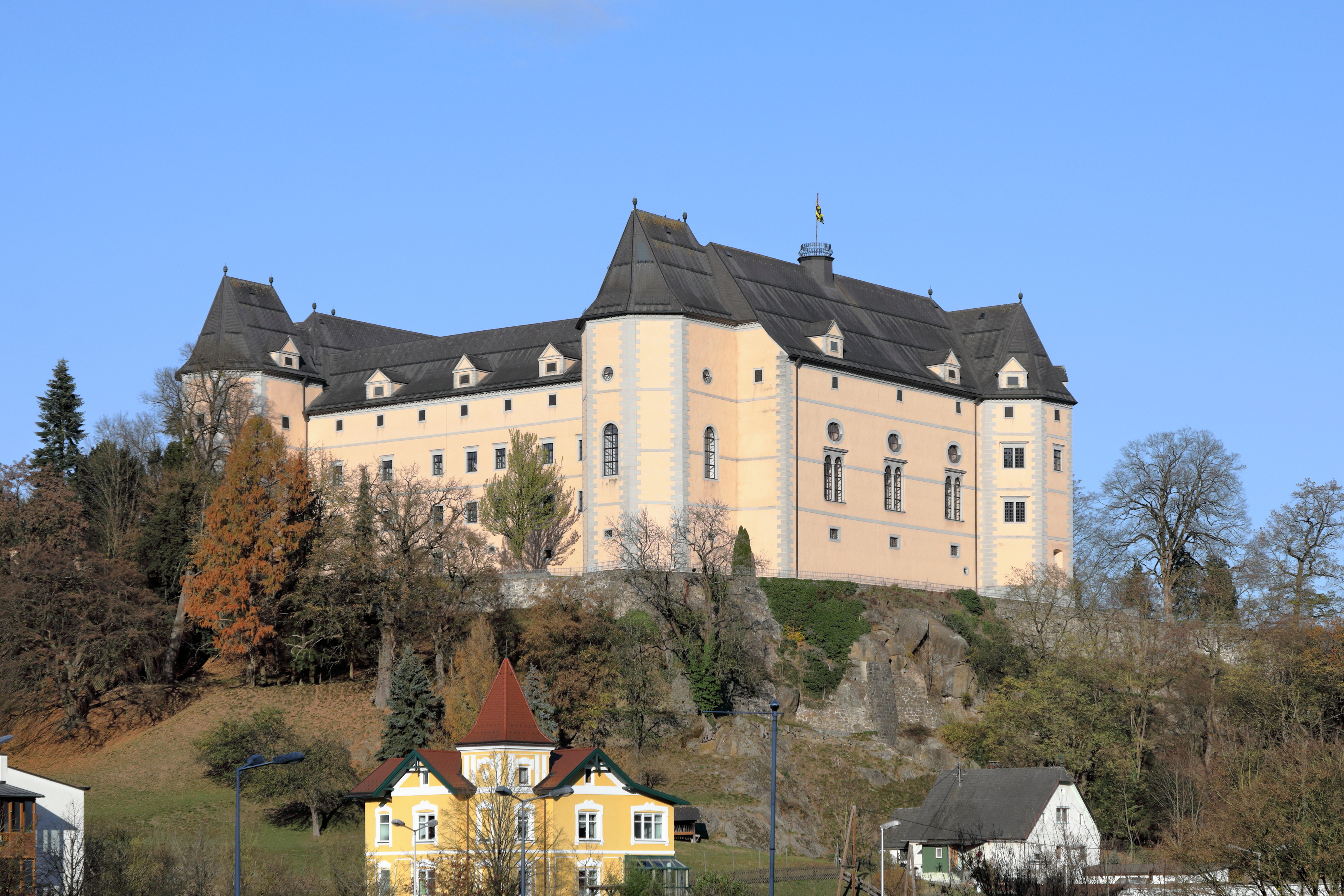
Die Greinburg

Julius II Graf zu Hardegg im Jahre 1583, im Alter von 36 Jahren

Die Familie Hardegg entwickelte eine große Bautätigkeit. Davon zeugen die vielen Schlösser, die durch die Familie errichtet wurden. Es sind dies die heute noch bestehenden Schlösser Greinburg, Juliusburg in Stetteldorf am Wagram, erbaut 1594 „auf grünem Wasen“, Schloss Schmida, der Haghof in Wolfpassing, Schloss Grafenegg, Schloss Seefeld und Schloss Riegersburg bei Hardegg.
Die großzügige Anlage des ab 1488 errichteten Schlosses Greinburg in Oberösterreich ist insofern eine kulturhistorische Besonderheit, als erstmals in Österreich eine Burg nicht vornehmlich zu kriegerischen Zwecken errichtet worden war, sondern gezielt zu Repräsentationszwecken. Heinrichs Sohn Johann I., genannt der Prächtige, bewohnte diese neuerrichtete Burg Grein, damals Heinrichsburg genannt, und führte dort das Leben eines mittelalterlichen Burgherren, umgab sich mit Knappen und Burgfräulein, hatte Adelige zu seiner Bedienung, eine Leibwache zu Fuß und zu Pferd, wahrlich ein „fürstlich Gepränge“. Daher der Beiname „der Prächtige“. Die Greinburg blieb bis 1534 im Besitz der Familie.
Graf Georg Friedrich Hardegg ließ 1596 den berühmten Schlossgarten von Stetteldorf anlegen und das Schloss an drei Seiten mit einem Wehrgraben umgeben. Südlich davon legte er 1602 den Hofgarten an. Darin standen laut Schweickhardt, BUMB. VI ein Lusthaus, ein Jägerhaus und eine Einsiedelei. Zum Lustwandeln gab es bekieste Spazierwege, Wasserbecken und Springbrunnen mit Statuen. Eine Mauer, die mit Rundtürmen mit Spitzdach und Portalen ausgestattet war, diente als Einfriedung. Ein Stich aus dem Jahre 1672 und das Fresko im Festsaal des Schlosses von Johann Melchior Thalmann aus der ersten Hälfte des 18. Jahrhunderts geben uns jetzt noch Zeugnis davon. 1675 wurde dieser prächtige Garten von Kaiser Leopold I. und seiner Gattin besichtigt. Graf Georg Friedrich unterhielt auch ein mit hohen Kosten verbundenes Gestüt in Schmida.

## Erwerb der Herrschaften Stetteldorf und Seefeld; Verlust von Hardegg
Graf Julius II. zu Hardegg erwarb 1582 die Herrschaft und den Markt Stetteldorf am Wagram, im südwestlichen Weinviertel, von der Familie Starhemberg und ließ dort 1588 das Schloss Juliusburg erbauen.
Graf Hans Wilhelm, ein Urenkel von Stammvater Graf Heinrich I., erwarb 1632 die alte Kuenringerherrschaft Seefeld-Groß Kadolz, die seit Ende des 13. Jahrhunderts ein Lehen der Burggrafen von Nürnberg aus dem Hause Zollern war. Es war eine schwierige Zeit, denn Hans Wilhelm lebte im Streit nicht nur mit seiner Familie, sondern vor allem mit Kaiser Ferdinand II. gegen den er angeblich eine Rebellion angezettelt hatte. Diese endete damit, dass die Acht über Hans Wilhelm verhängt wurde. Später wurde er zwar begnadigt, er starb aber 1636 tief verschuldet, hat aber letzten Endes durch den Kauf der Herrschaft Seefeld mit ihrer großen Landwirtschaft der Familie ein bis in die heutige Zeit bedeutendes Vermögen geschaffen.
Die Verbindung mit der Herrschaft und Burg Hardegg ging allerdings mit ihm zu Ende. Sein Schwiegersohn Julius III. (Hans Wilhelms Tochter heiratete ihren Cousin zweiten Grades) musste zur Beendigung des Konkurses der Verlassenschaft Burg und Herrschaft Hardegg 1656 an die Grafen Saint-Julien verkaufen, wobei dieser Verkauf durch eine Eheschließung zumindest vorbereitet wurde: Julius’ III. Schwester Sidonia heiratete 1635 in Fronsburg Heinrich Gyard Grafen von Saint-Julien, einen langjährigen Freund von Julius III.
Julius III. wurde 1594 geboren und trat frühzeitig in den Dienst des Kaisers. 1629 wurde er schon in verhältnismäßig jungen Jahren Geheimer Rat des Erzherzogs Ferdinand und erschien als solcher bei der Huldigung der niederösterreichischen Stände. Noch im selben Jahr stellte er ein Regiment Fußsoldaten auf und wurde 1631 Obrist-Stallmeister Albrecht Wallensteins, des Herzogs von Friedland. Dass zwischen Wallenstein und Graf Julius III. zu Hardegg ein gutes Verhältnis bestand, geht daraus hervor, dass der große Feldherr zusagte, Taufpate eines Sohnes des Grafen zu werden. Graf Julius III. erreichte ein hohes Alter und starb 1684. Ein Jahr davor hatte er noch Polenkönig Jan Sobieski, der zur Befreiung Wiens gegen die Türken herangeeilt war, in seinem Schloss Juliusburg empfangen und beherbergt. Am 4. September 1683 hielten hier der König von Polen, der nominell den Oberbefehl über die Entsatzarmee für das von den Türken belagerte Wien führte, und Herzog Karl von Lothringen, als tatsächlicher Leiter der Operationen, Kriegsrat ab.
Aus seinem Titel „Graf Julius III. zu Hardegg, Glatz und im Machland, Obrist Erbschenk in Österreich und Erbtruchsess in Steiermark, Herr der Herrschaften Schmida, Wolfpassing, Oberrußbach, Stetteldorf und Absdorf, fürstlich brandenburgischer Rat und Lehensträger in Österreich“ kann man ersehen, welche Bedeutung dieser Mann hatte.

## Die Linien Stetteldorf und Seefeld (1703)
Nach dem Tod seines Nachfolgers Johann Friedrich II. von Hardegg, 1703, erfolgte die Teilung der Familie Hardegg in die Linien Stetteldorf am Wagram und Seefeld.

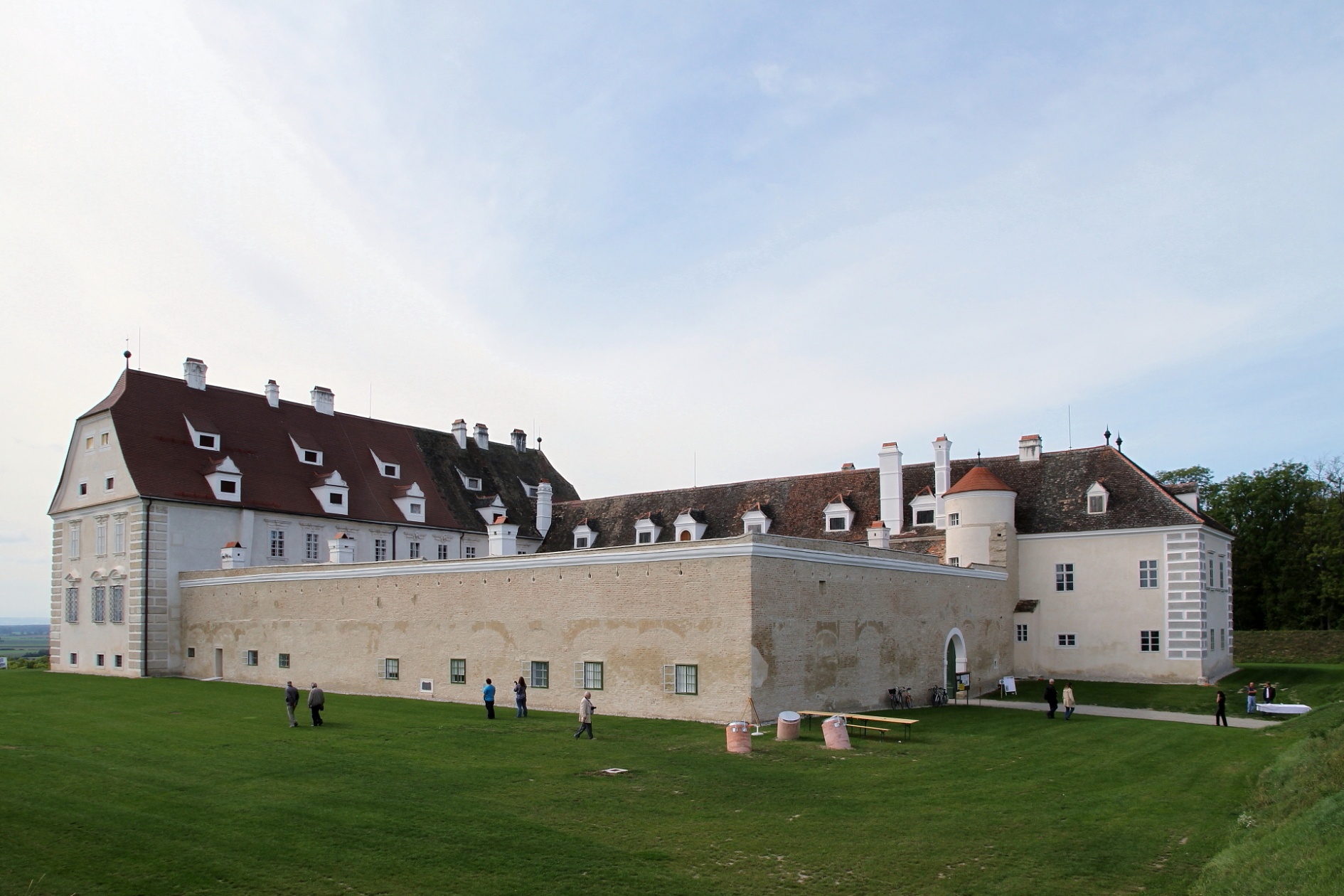
Schloss Juliusburg in Stetteldorf

Der Stifter der Linie zu Stetteldorf am Wagram, Graf Johann Julius IV., war seit 1698 mit Gräfin Maria Barbara von Hohenfeld vermählt. Er war nicht nur Inhaber hoher Orden und Titel, sondern unterstützte seine Dörfer und Besitzungen nach besten Kräften. In diesem Zusammenhang ist zu erwähnen, dass er nach dem Umbau der Nordfront des Schlosses zu einer prächtigen Renaissance-Fassade (1703–1707) auch als Patronatsherr die Hauptlast des Kirchenbaus in Stetteldorf am Wagram (1713–1726) trug. Seine Gattin stiftete 100.000 Gulden zum Fertigbau der Pfarrkirche. 1725 ließen Graf Julius IV. und seine Gattin Barbara oberhalb der Schwemme (Teich) das aus Sandstein gehauene Standbild des heiligen Nepomuk errichten.
1731 ließ er anlässlich der Hochzeit seines Sohnes und Nachfolgers Johann Karl II. mit der Gräfin Elisabeth von Sinzendorf das Eingangstor am Wall und vor allem den Haupteingang des Schlosses von Johann Lucas von Hildebrandt mit je einem prunkvollen Barockportal mit Volutengiebel, Säulenportikus und Wappen mit Girlanden versehen. 1716 erwarb er Oberzögersdorf und Oberolberndorf. Er war Oberster Erbmundschenk in Österreich unter der Enns und Oberster Erbtruchsess in der Steiermark, k. k. Geheimer Rat, Kämmerer und k. Obersthof- und Landesjägermeister. Im Jahre 1732 erbaute er den Meierhof und die barocke Vorderfront des Körnerkastens.
Ihm folgte von 1746 bis 1752 sein Sohn, Graf Johann Karl II. Dieser sah sich genötigt, den durch ein Erdbeben schwer beschädigten Turm des Hauptgebäudes des Schlosses abtragen zu lassen. Seine Witwe, Gräfin Maria Elisabeth, geborene Gräfin von Sinzendorf, ließ 1762 auf dem kurz vorher geweihten Friedhof eine in Stein gehauene Kreuzigungsgruppe errichten.
Dem nach nur zweijähriger Majoratsinhabung verstorbenen Sohn Johann Karl III. († 1754) folgte dessen Bruder Graf Johann Franz de Paula Josef I. Er kam 1741 zur Welt, wurde 1761 großjährig gesprochen und starb am 17. März 1808. An Titeln führte er die gleichen wie sein Vater. Seit 1768 war er mit Maria Ludovica Gräfin von Canale verheiratet. Im Jahre 1791 trug Johann Franz de Paula Josef Graf zu Hardegg die Hauptlast der Kosten am Bau der neuen Volksschule. Die alte Volksschule war 1791 neben 20 anderen Häusern abgebrannt.
Als nächster Gutsherr trat bis 1818 beider Sohn Graf Johann Ferdinand II. auf. Er war seit 1797 mit Gräfin Aloisia von Althann vermählt. Diese ließ sich 1829 das „Kleine Schloss“ (Luisenschlössel) als Witwensitz erbauen. Auf Johann Ferdinand II folgte Graf Franz, dieser war mit Pauline Gräfin Choiseul-D-Áillecourt verheiratet.
Der Stifter der Linie zu Seefeld, Graf Johann Konrad Friedrich, war seit 1706 mit Freiin Clara Hedwig von Cramm vermählt. Er ließ 1710–1715 von Johann Jakob Castelli auf den Grundmauern der alten Kuenringerburg in Seefeld-Kadolz das Schloss Seefeld errichten, was sich immer noch in Familienbesitz befindet.

## Die Familie Hardegg und der Protestantismus

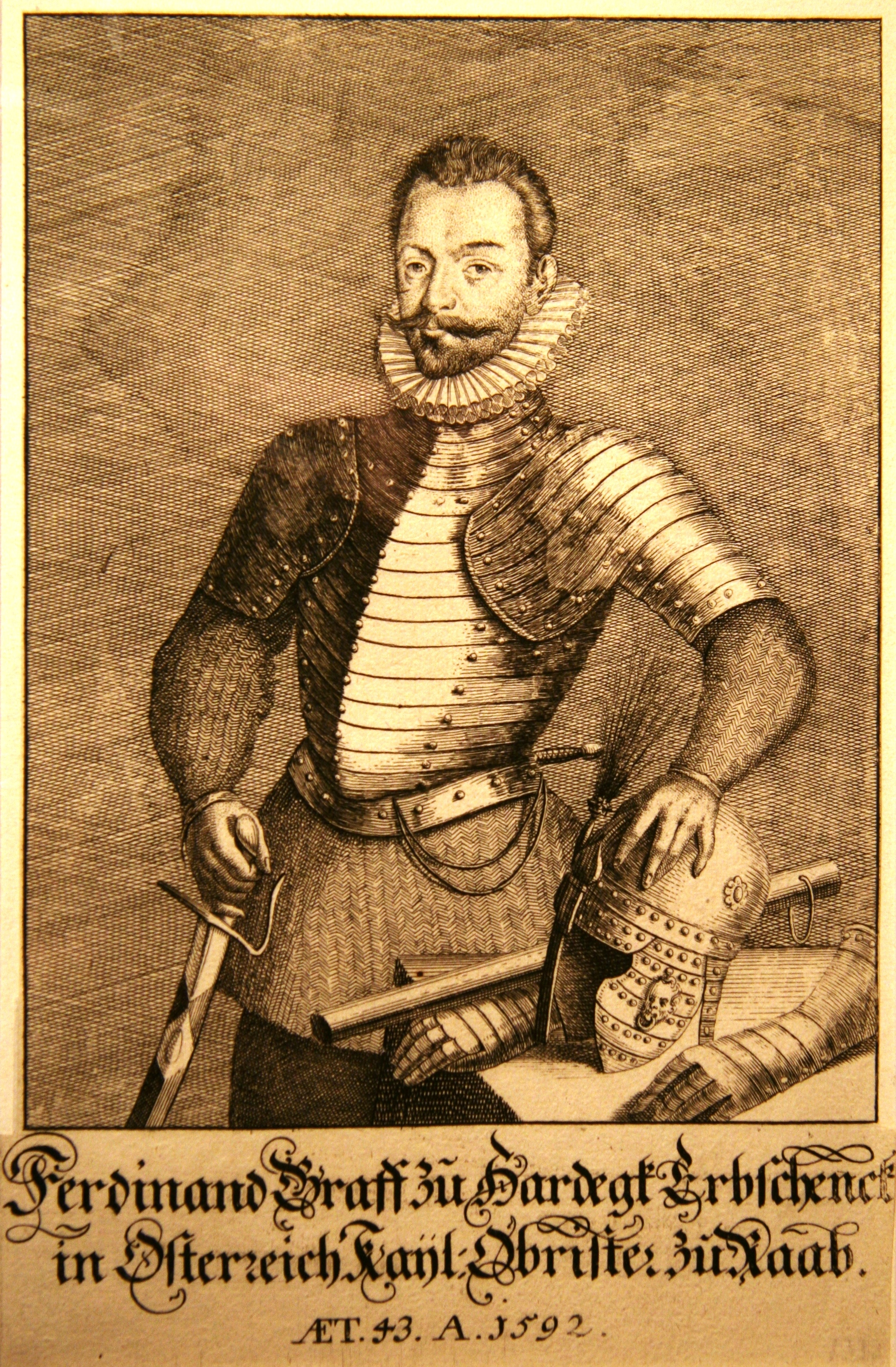
Ferdinand Graf zu Hardegg

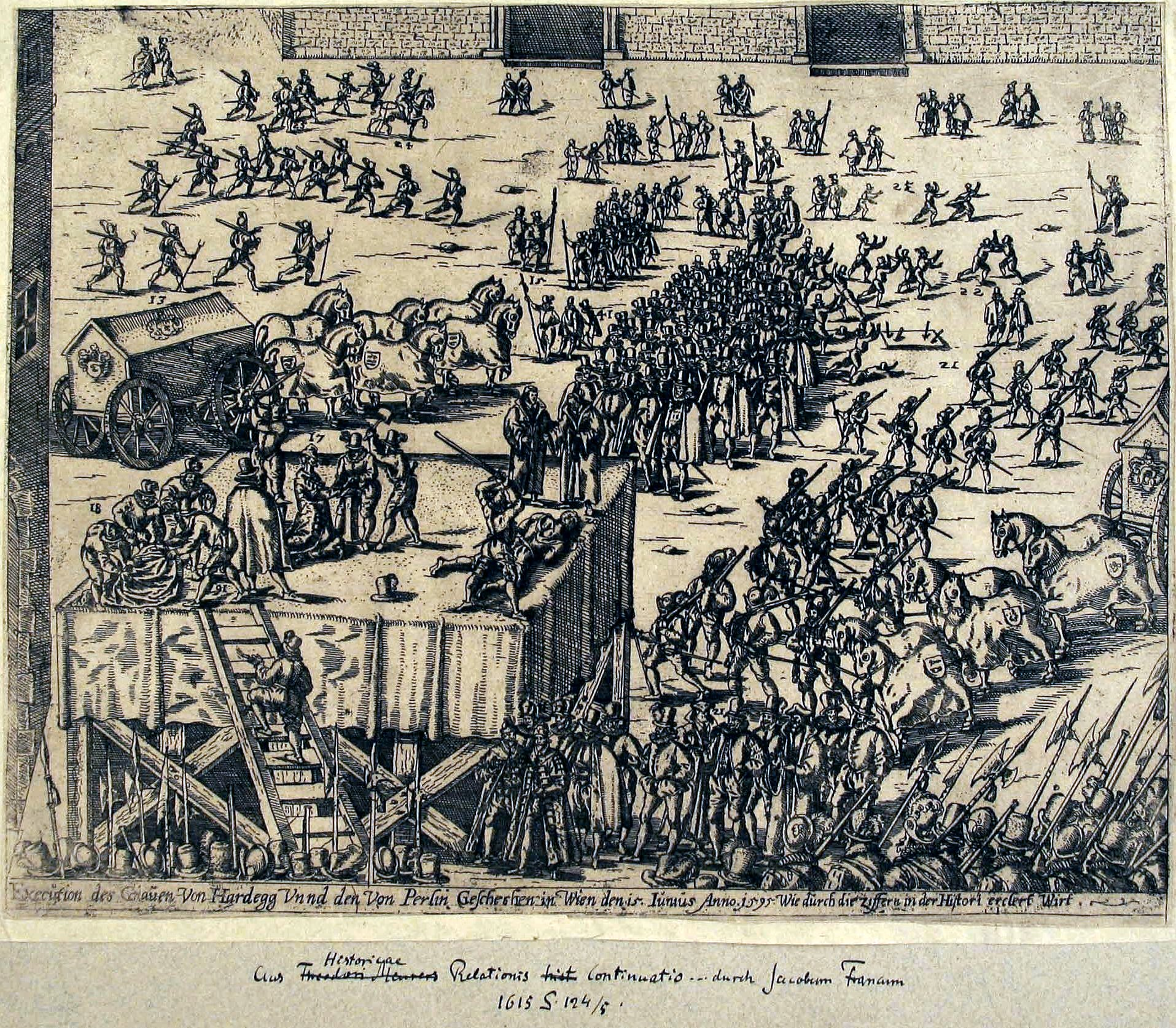
Die Hinrichtung von Ferdinand Graf zu Hardegg

Um die Mitte des 16. Jahrhunderts hielt der Protestantismus in Niederösterreich Einzug.
Viele Mitglieder der Familie Hardegg wurden Anhänger dieser Glaubensrichtung, nicht immer zu ihrem Vorteil. So wurde Graf Ferdinand Hardegg, der Besitzer der Burg Kreuzenstein und Verteidiger der Festung Raab gegen die Türken, auf Grund einer militärischen Intrige des Hochverrates bezichtigt und in einem dramatischen Spektakel am Hof in Wien 1595 geköpft. Es ging damals Kreuzenstein verloren. Endgültig katholisch wurde die Familie erst 1697.

## Feldmarschälle, Generäle und Juristen

Fürstgroßprior Fra' Johann Maximilian Rudolf zu Hardegg auf Glatz und im Machlande (1851–1939)

Die Hardeggs stellten zahlreiche Militärs, zum Beispiel bei der 1. Türkenbelagerung 1529 hatte Graf Johann, der schon bekannte „Prächtige“, das Rotenturmtor verteidigt, verewigt auf dem berühmten Rundbild über die erste Türkenbelagerung von Nikolaus Meldemann (Wien Museum Karlsplatz). Zusammen mit seinem Bruder Julius I. hatten die beiden auch den Auftrag, das Viertel ober dem Manhartsberg (Waldviertel) gegen die Türken zu verteidigen.
Es gab durch die Jahrhunderte zahlreiche Feldmarschälle und Generäle, vor allem in den Türkenkriegen. Im Dreißigjährigen Krieg war Julius III. Obrist-Stallmeister von Wallenstein.
Besonders hervorzuheben sind die drei Brüder Ignaz, Heinrich und Anton Hardegg, die in den Schlachten bei Aspern und Deutsch Wagram im Kampf gegen Napoleon als Generäle den Militär-Maria-Theresien-Orden verliehen bekommen hatten. In einem zeitgenössischen Bericht wird erwähnt, General Ignaz zu Hardegg habe „die Franzosen bis Raasdorf gejagt“. Nach den drei Brüdern ist seit mehr als hundert Jahren die Hardegggasse im heutigen 22. Wiener Gemeindebezirk benannt.
Große Bedeutung hatten die Hardeggs im österreichischen Jagdwesen, sie waren zweimal Obersthofjägermeister. Kaiser Karl VI., der Vater Maria Theresias, war öfters zur Jagd in Schmida.
Großen Bezug hatte die Familie Hardegg zum Recht. Nachdem die Maidburger Hardeggs schon im Mittelalter Oberste Landrichter in Niederösterreich waren, wurde die Tradition durch die Prüschenker Hardeggs fortgesetzt. Ein Johann Friedrich I. war Landrichter der Markgrafschaft Mähren, und Heinrich Graf zu Hardegg
bestimmte am Ende des 19. Jahrhunderts, sein Vermögen in eine wohltätige Stiftung einzubringen, deren Erträgnisse der Förderung der wissenschaftlichen Ausbildung von Juristen bestimmt sind. Diese Stiftung besteht noch heute und schüttet jährlich beträchtliche Stipendien aus. Den Vorsitz der Stiftung hat derzeit Johann Julius Hardegg. Seine Schwester Elisabeth Lovrek geborene Hardegg war von 2018 bis zu ihrer Pensionierung 2023 Präsidentin des Obersten Gerichtshofs in Wien. Johann Rudolf Graf zu Hardegg war Botschafter des Malteser-Ritter-Ordens am Kaiserhof und ab 1914 Fürstgroßprior von Böhmen und Österreich.
Heute sind Mitglieder der Familie Hardegg erfolgreich als Juristen, Land- und Forstwirte und in der Wirtschaft tätig.

Epitaph Heinrich II Graf zu Hardegg *1538, † 13. April 1577 Gruft in der Pfarrkirche Oberhautzental NÖ
Epitaph des Wolf Dietrich Graf zu Hardegg, gestiftet im Jahre 1566 von der Witwe Regina geborene Gräfin Fugger von Weißenhorn (1537–1584)
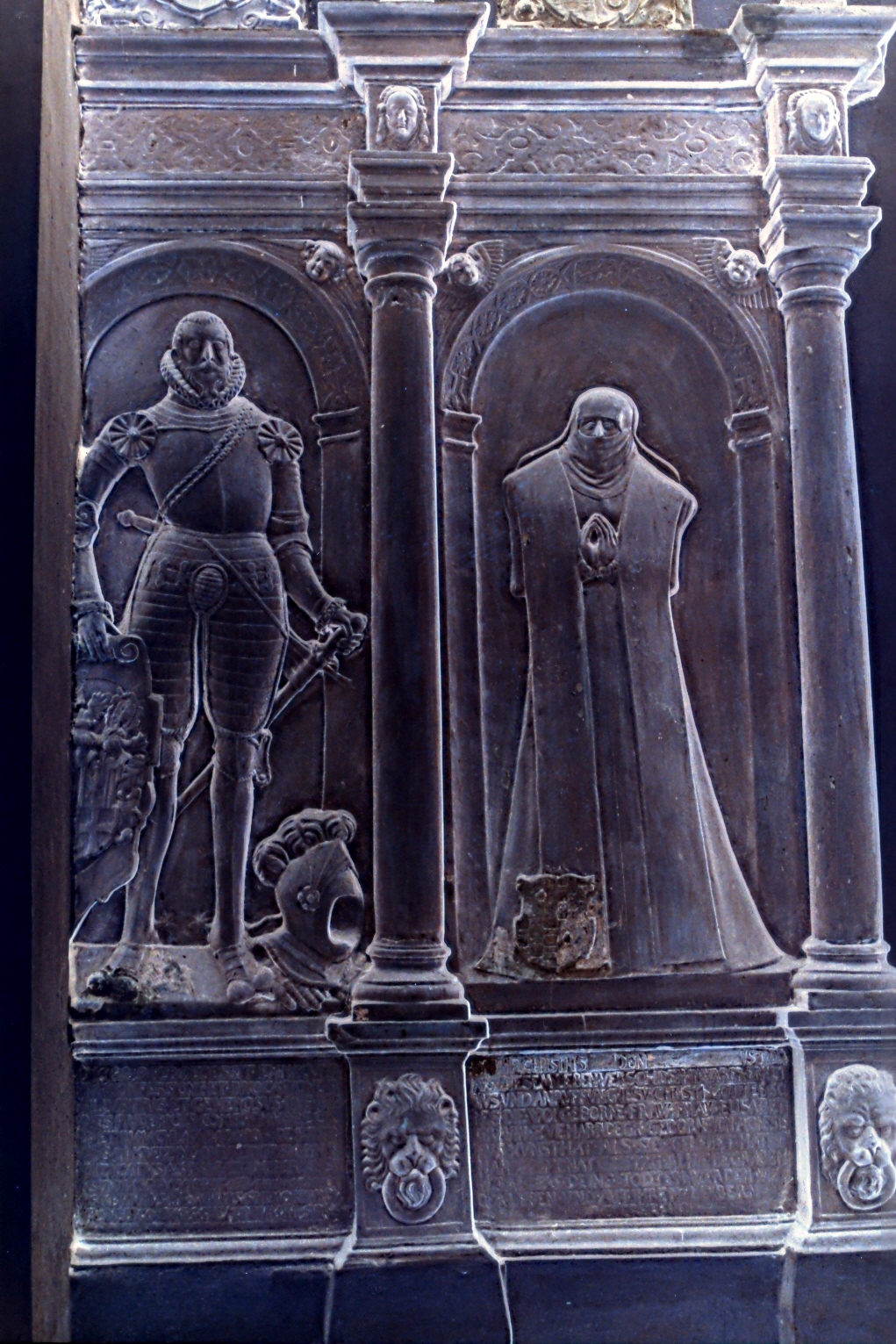
Epitaph des Johann Friedrich Graf zu Hardegg und seiner Gemahlin Elisabeth de Monesis 1575
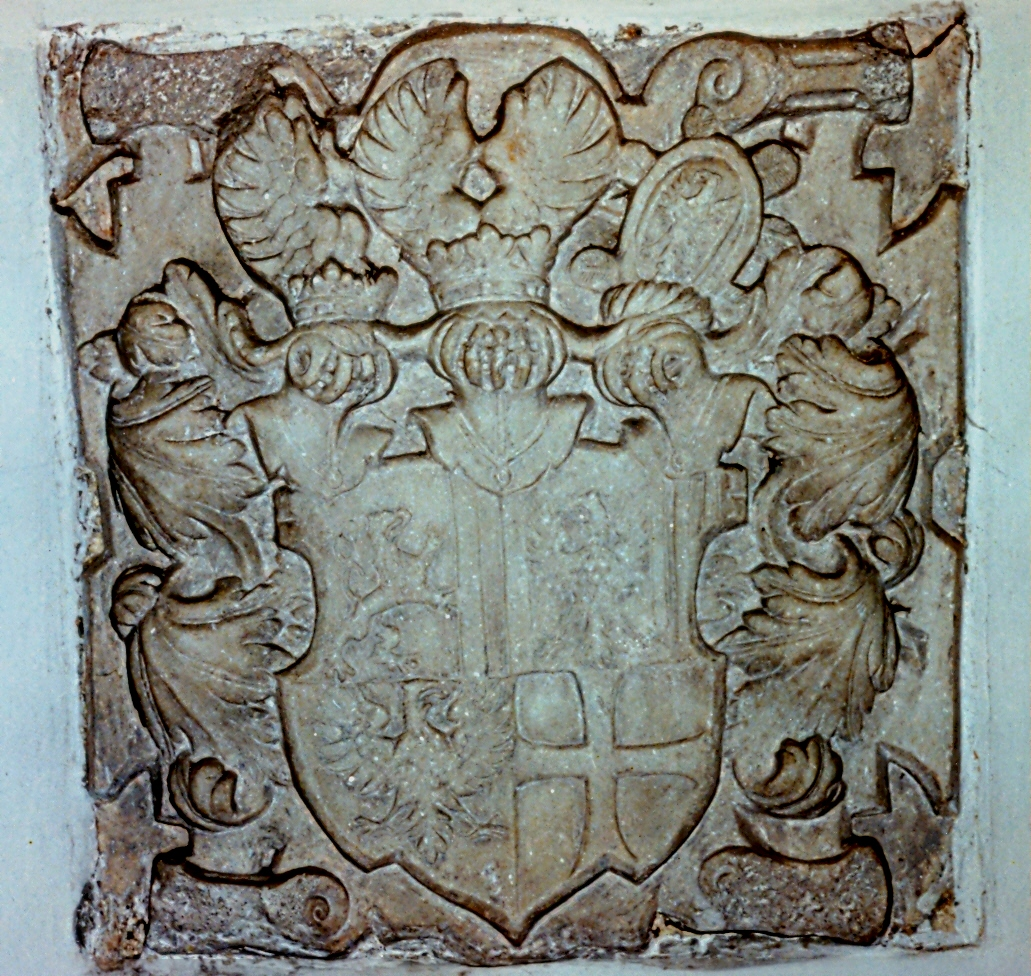
Wappenschild des Johann Friedrich Graf zu Hardegg ca. 1575
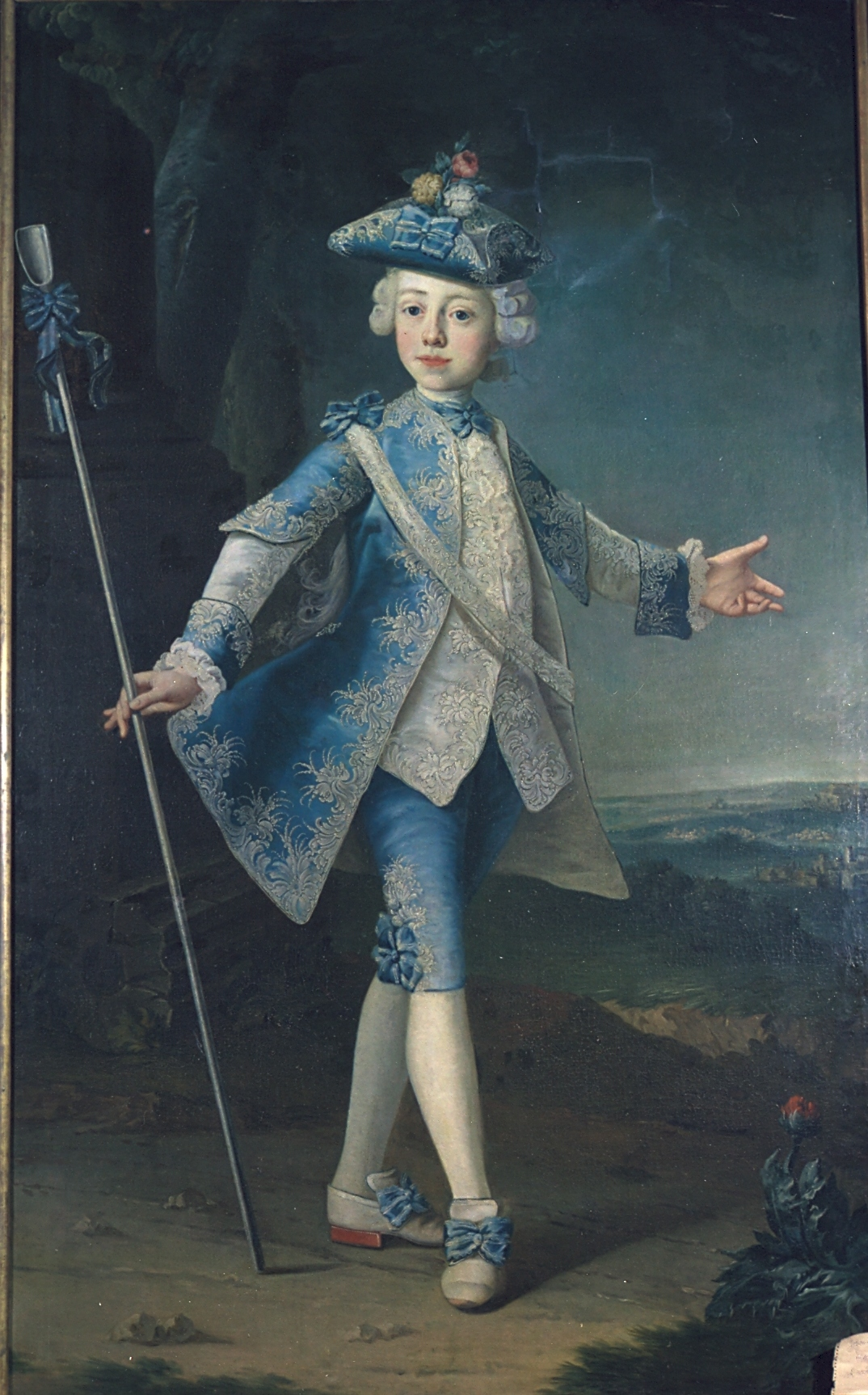
Junger Graf Hardegg „Blue Boy“ um 1730, Schloss Stetteldorf
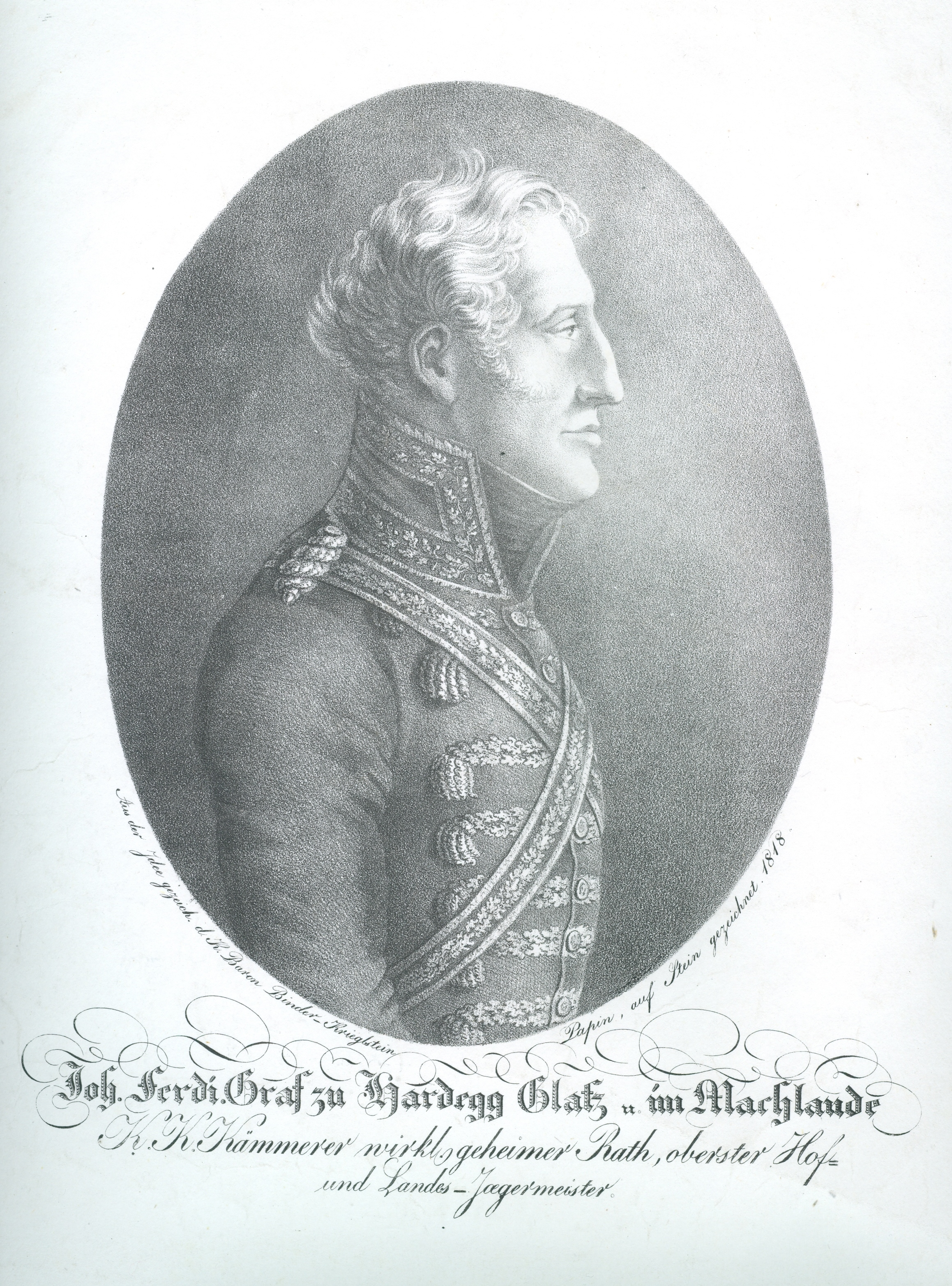
Obersthofjägermeister Johann Ferdinand Graf zu Hardegg
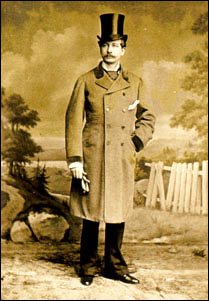
Heinrich Graf zu Hardegg ist Gründer der Heinrich Graf Hardegg'schen Stiftung
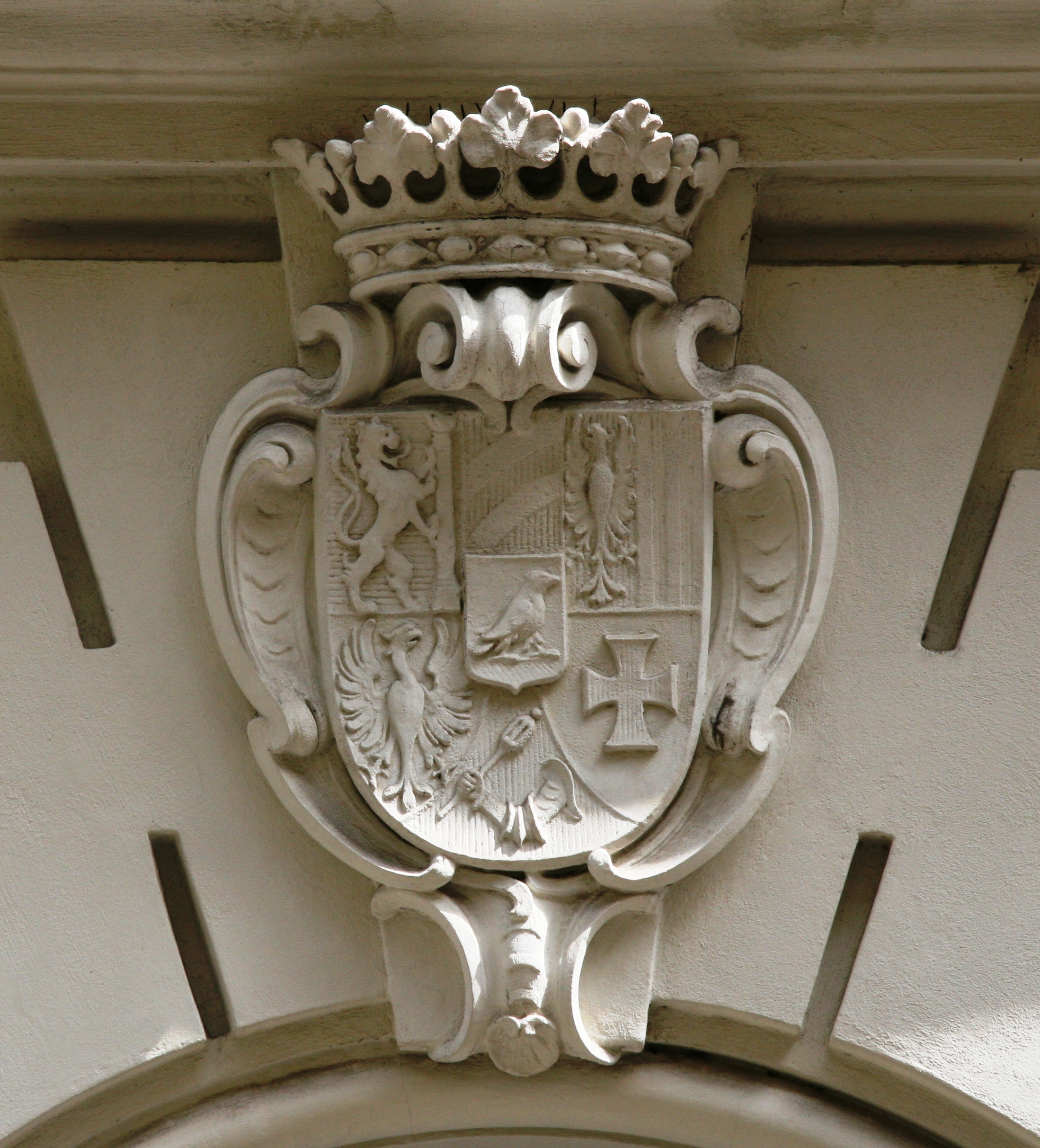
Wappen der Grafen zu Hardegg am Portal der Hardegg Stiftung
Hofkriegsratspräsident Ignaz Graf Hardegg, Träger des Militär-Maria-Theresien-Ordens
Johann Heinrich Graf zu Hardegg Feldmarschalleutnant und Generalremontierungsinspektor, Träger des Militär-Maria-Theresien-Ordens
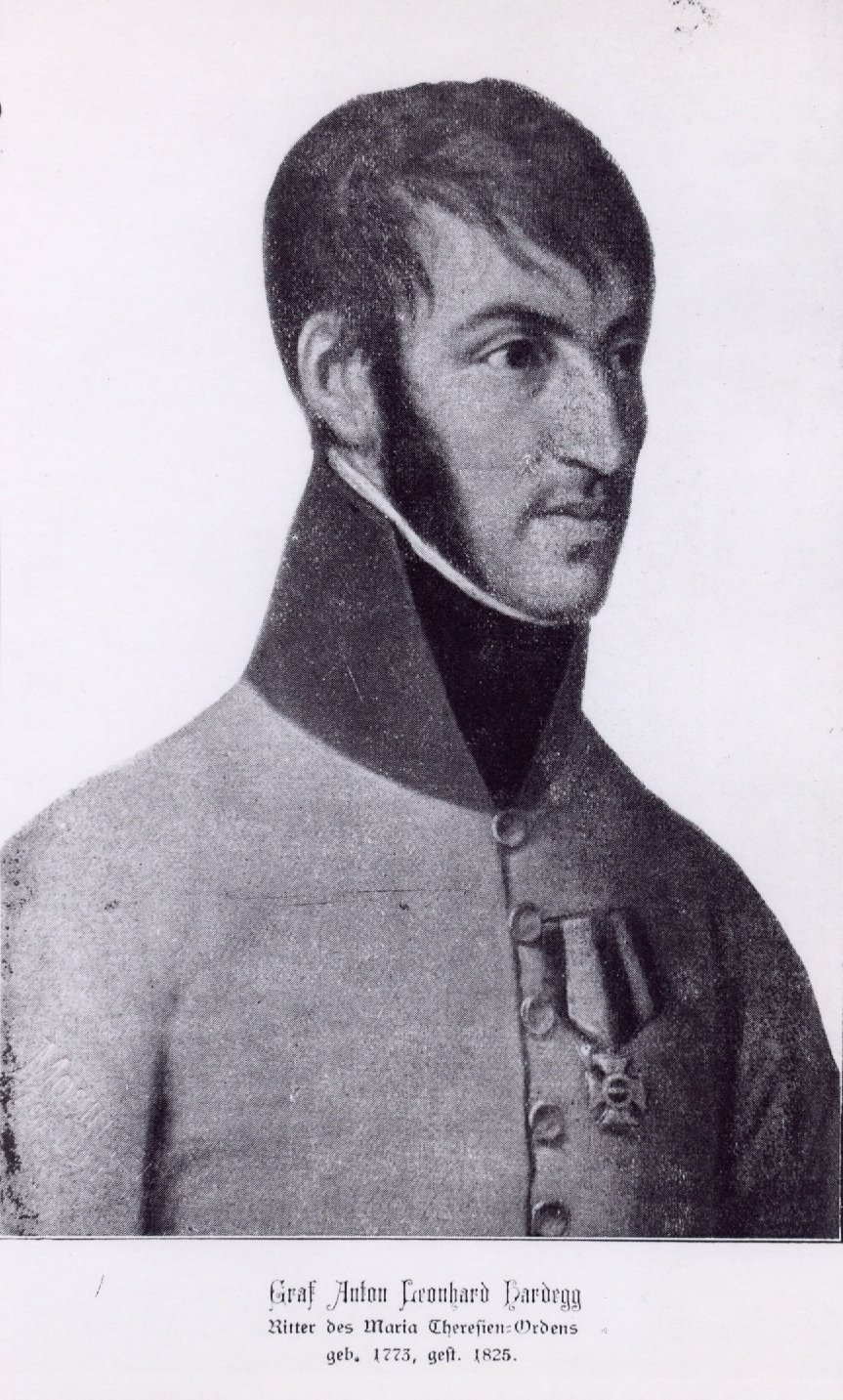
Johann Anton Graf zu Hardegg, Träger des Militär-Maria-Theresien-Ordens

## Schloss Juliusburg

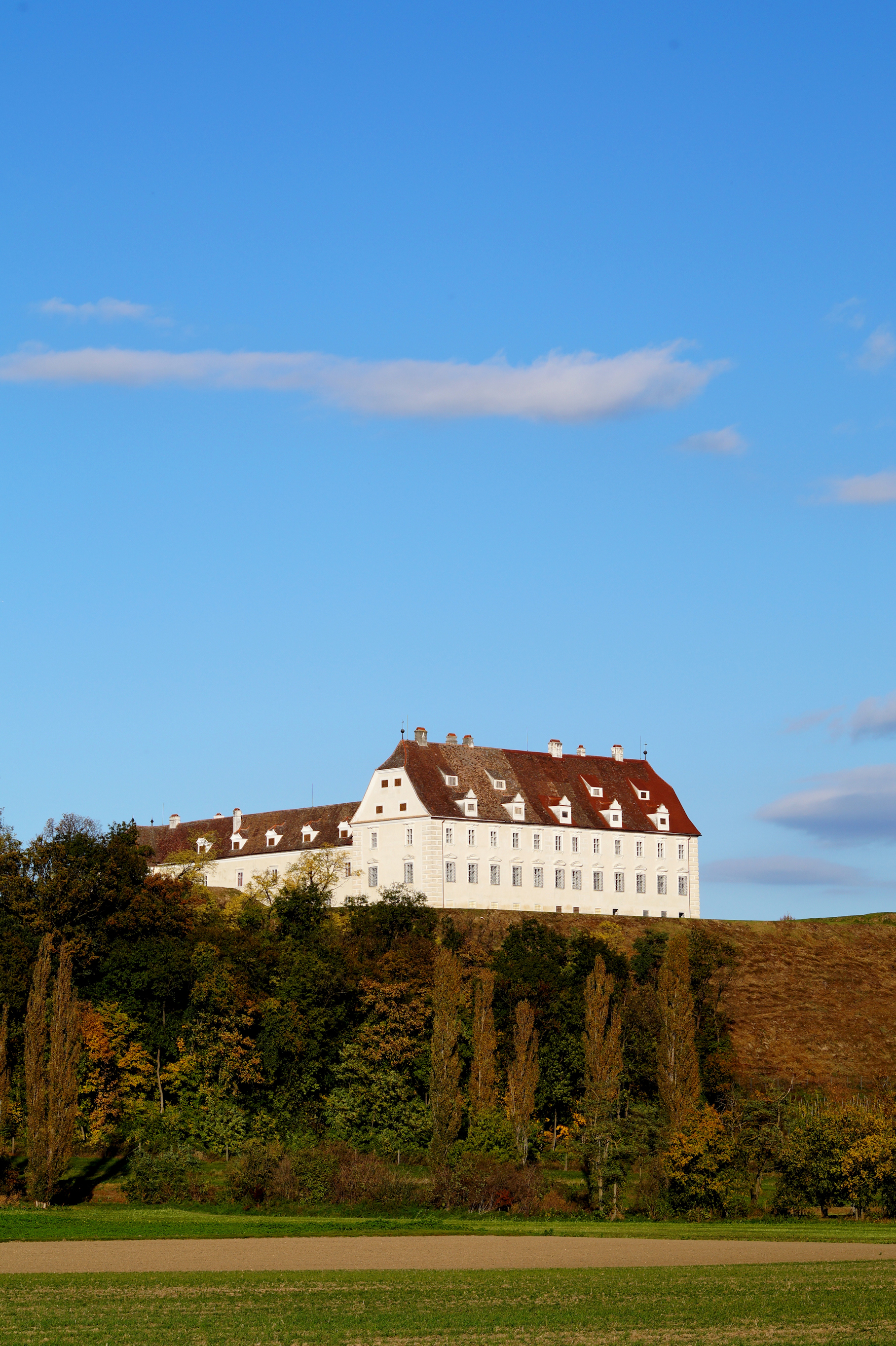
Schloss Juliusburg

Das 1588 vollendete Schloss Juliusburg war das Zentrum der älteren Stetteldorfer Linie.
Graf Johann Friedrich III. war der letzte Majoratsherr auf Stetteldorf. Dieser fiel im Zweiten Weltkrieg im Jahre 1945 bei Ibbenbüren in Westfalen. Da seine Ehe kinderlos geblieben war, kam es nach seinem Ableben zu langjährigen Erbschaftsverhandlungen, wobei die Hardegger Verlassenschaft zwischen der Schwester Johann Friedrichs, Gräfin Maria, die das Schloss Schmida erbte, bzw. ihrem Adoptivkind Constantin (Tino) Gariboldi, und Gräfin Mechthild Hardegg, geb. Freiin von Sturmfeder-Brand, der Witwe von Johann Friedrich, die das Gut Stetteldorf und den Haghof in Wolfpassing übernahm, geteilt wurde. 1978 kaufte Georg Stradiot (vormals Maier, adoptiert von einem Herrn von Stradiot), Enkel der Gräfin Maria Enzenberg geborene Gräfin Hardegg aus der Stetteldorfer Linie, eine ideelle Hälfte von Schloss und Gutsbesitz Stetteldorf auf Leibrente von Mechthild Hardegg, 1994 die zweite Hälfte. Zudem erwarb er den Haghof und von Tino Gariboldi das Schloss Schmida.
Der letzte männliche Nachkomme der älteren Stetteldorfer Linie war Graf Hubert Hardegg (1901–1961).

## Schloss Seefeld

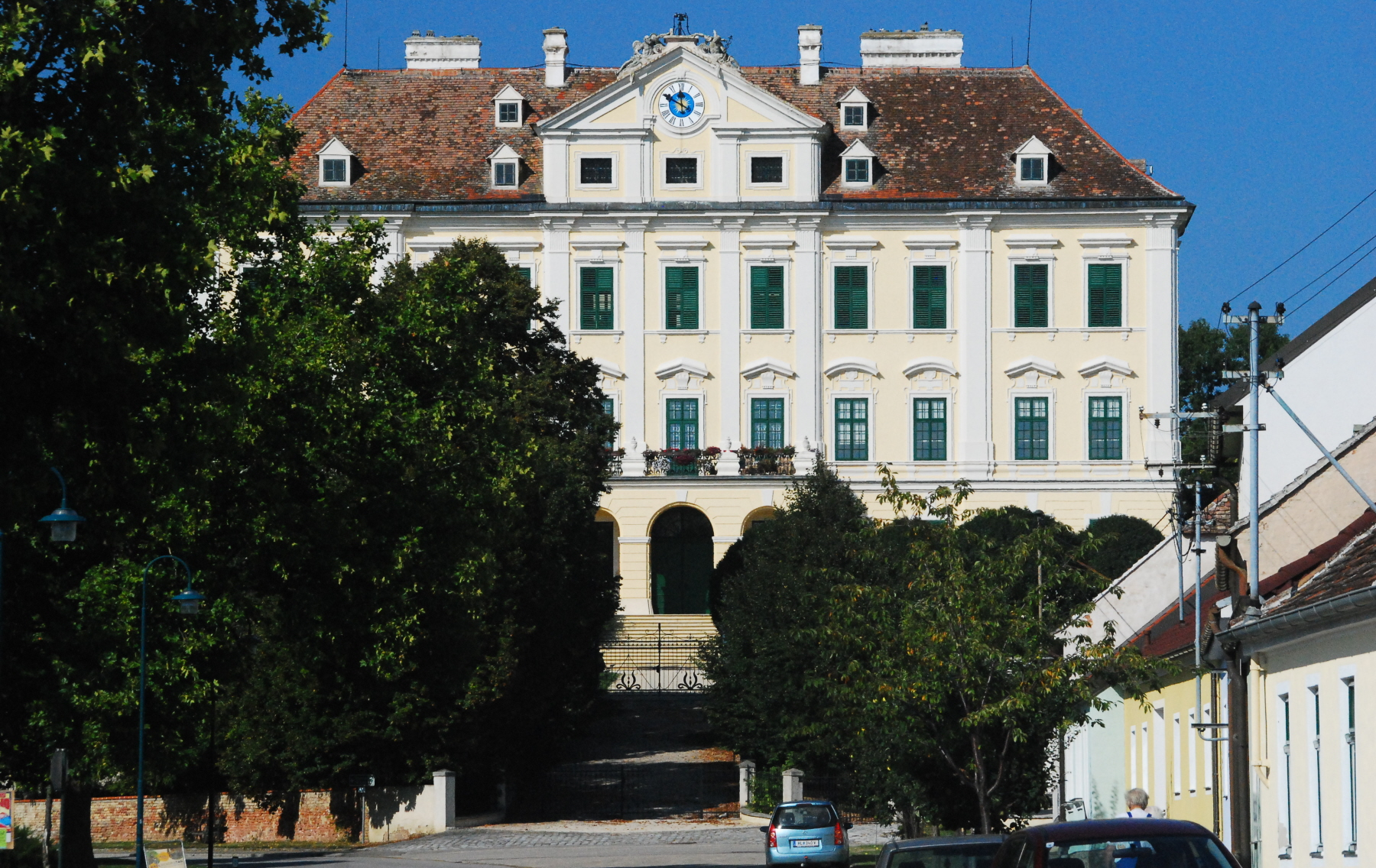
Schloss Seefeld

Das 1710–1715 von Johann Jakob Castelli auf den Grundmauern der alten Kuenringerburg in Seefeld-Kadolz errichtete Schloss Seefeld wurde 1991 von Johannes Hardegg an seinen im Kindesalter adoptierten Enkel Maximilian Bulgarini vererbt. Es ist heute Zentrum der Gutsverwaltung Hardegg, eines der größten landwirtschaftlichen Betriebe Österreichs. Zum Betrieb gehört das Schlossweingut Graf Hardegg, das mit 43 ha eines der größten Privatweingüter in Österreich ist. Im Jahr 1992 wurde das Schloss zur Gänze renoviert.

## Sonstige Familienmitglieder
- Julius Egghard (1834–1867), österreichischer Pianist und Komponist, wird häufig fälschlich als Pseudonym für Julius Graf Hardegg (1833–1900) bezeichnet.
- Maximilian zu Hardegg (auch „Miki“ Graf zu Hardegg von Stettenberg; * 26. November 1906; † 28. Juni 1931 bei Baden-Baden, Deutschland) war ein österreichischer Adliger und Automobilrennfahrer.

## Die Hardegghöhle
Die Hardegghöhle ist eine Durchgangshöhle in den Türnitzer Alpen in Niederösterreich. Sie liegt im von Friedrich Hardegg verwalteten Isbary Bioland Naturresort der Familie Hardegg. Sie wurde von den Forschern Reinhard Fischer, Eckart Herrmann und Herman Leb am 16. November 2019 vermessen, und der Plan wurde 2020 von E. Hermann im Landesverein für Höhlenkunde erstellt. Die Höhle liegt in 947 Metern Seehöhe in den Geiermäuern südöstlich von Schwarzenbach an der Pielach, UTM (33N): 530.503/5.309.140, Katasternummer im Höhlenkataster: 1873/68 a-c.